# Illorai
Illorai (en sard, Illorai) és un municipi italià, dins de la província de Sàsser. L'any 2007 tenia 1.121 habitants. Es troba a la regió de Goceano. Limita amb els municipis de Bolotana (NU), Bonorva, Bottidda, Burgos, Esporlatu, Orani (NU) i Orotelli (NU).

## Administració
| Període | Identitat            | Partit               |
| ------- | -------------------- | -------------------- |
| 2006-   | Maria Concetta Masia | Comissari prefectici |